# Bathylagoides
Bathylagoides is een geslacht van straalvinnige vissen uit de familie van kleinbekken (Bathylagidae).

## Soorten
- Bathylagoides argyrogaster Norman, 1930
- Bathylagoides nigrigenys (Parr, 1931)
- Bathylagoides wesethi (Bolin, 1938)